# Temptations (Tupac Shakur)
Temptations è il terzo singolo del rapper statunitense Tupac Shakur estratto dal terzo album Me Against the World. È stato prodotto da Easy Mo Bee.

## Informazioni
Negli Stati Uniti d'America, la canzone ha riscosso un moderato successo, raggiungendo la posizione 68 nella Billboard Hot 100. Nelle altre classifiche di Billboard, la Hot R&B/Hip-Hop Songs e la Hot Rap Songs, si è piazzata rispettivamente alle posizioni 35 e 13, ottenendo risultati migliori.
Temptations fa inoltre parte della colonna sonora del film 8 Mile ed è stata inclusa nella raccolta Greatest Hits, uscita postuma nel 1998.

## Video
Il video musicale, girato all'interno dell'Hotel Alexandria di Los Angeles sotto la regia di David Nelson, è pieno di camei di celebrità e amici di Tupac, che al momento delle riprese del video era in carcere per abusi sessuali, nel video appaiono artisti musicali come Coolio ("protagonista" del video, nel ruolo di un facchino), Ice T (nella parte del concierge dell'hotel), Treach dei Naughty by Nature, Shock G, Salt e Dj Spinderella delle Salt-n-Pepa, Isaac Hayes, Crystal Waters, Warren G, Adina Howard, B-Real e Yo-Yo, inoltre sono presenti gli attori Kenya Moore, Taye Diggs, Ajai Sanders, Joe Torry, Jada Pinkett Smith, Bill Bellamy, Jasmine Guy, Ingrid Rogers e Marcus Chong.

## Tracce
LATO A:
- A1 "Temptations" (Clean Radio Edit) (4:27)
- A2 "Temptations" (Album Version) (5:00)
- A3 "Temptations" (Instrumental) (4:58)

LATO B:
- B1 "Temptations" (Battlecat Hip Hop Mix) (5:07)
- B2 "Temptations" (Battlecat Club Mix) (5:46)
- B3 "Temptations" (Battlecat Club Mix Instrumental) (5:03)